# 북부산우체국
북부산우체국은 부산광역시 북구 전역을 관할하는 부산지방우정청 소속 우체국이다.

## 기본 정보
- 주소: 부산광역시 북구 화명신도시로 89

## 연혁
- 1960년 6월 7일: 북부산우체국 개국(진구 부전동)
- 1987년 12월 1일: 북부산우체국 재개국(사상구 괘법동)
- 2003년 7월 25일: 북부산우체국 3차개국(북구 화명동)
- 2004년 11월 1일: 부산화명본동우체국을 부산화명2동우체국으로 명칭 변경[1]
- 2012년 5월 1일: 구포우체국을 부산구포동우체국으로, 부산정보대학우체국을 부산과학기술대학교우체국으로 명칭 변경[2]
- 2014년 1월 1일: 우편구역을 다음과 같이 고시[3]

| 배달국       | 배달구역    | 구역번호      |
| ------------ | ----------- | ------------- |
| 북부산우체국 | 북구 전지역 | 46500 ~ 46653 |

- 2014년 6월 30일: 부산과학기술대학교우체국 폐국[4]
- 2017년 11월 1일: 부산금곡동원우편취급국 폐국[5]
- 2020년 12월 1일 : 구포동우체국 폐국[6] 및 구포동우편취급국으로 전환[7]

## 관할 우체국
| 우체국명                 | 사진 | 주소                                                                | 비고                                                                 |
| ------------------------ | ---- | ------------------------------------------------------------------- | -------------------------------------------------------------------- |
| 부산과학기술대학교우체국 |      | 부산광역시 북구 시랑로132번길 88 (구포동)                           | 2012년 5월 1일 부산정보대학우체국에서 명칭 변경 2014년 6월 30일 폐국 |
| 부산구남우편취급국       |      | 부산광역시 북구 구남로14번길 62 (구포동, 부산구남취급국)            |                                                                      |
| 부산구포2동우편취급국    |      | 부산광역시 북구 낙동대로1582번길 5 (구포동, 부산구포2동취급국)      |                                                                      |
| 부산구포동우체국         |      | 부산광역시 북구 구포만세길 73 (구포동)                              | 2012년 5월 1일 구포우체국에서 명칭 변경 2020년 12월 1일 폐국         |
| 부산구포동우편취급국     |      | 부산광역시 북구 구포만세길 73 (구포동)                              | 2020년 12월 1일 신설                                                 |
| 부산금곡동우체국         |      | 부산광역시 북구 금곡대로 464 (금곡동)                               |                                                                      |
| 부산금곡동원우편취급국   |      | 부산광역시 북구 금곡대로616번길 10-23 (금곡동, 금곡2단지주공아파트) | 2017년 11월 1일 폐국                                                 |
| 부산금곡본동우체국       |      | 부산광역시 북구 효열로203번길 30 (금곡동, 부산금곡본동우체국)       |                                                                      |
| 부산덕천2동우체국        |      | 부산광역시 북구 덕천2길 29 (덕천동, 덕천2동우체국)                  |                                                                      |
| 부산덕천동우편취급국     |      | 부산광역시 북구 만덕대로90번길 13 (덕천동, 대방아파트)              |                                                                      |
| 부산만덕동우체국         |      | 부산광역시 북구 만덕3로 48 (만덕동)                                 |                                                                      |
| 부산만덕아파트우편취급국 |      | 부산광역시 북구 상리로 39 (만덕동)                                  |                                                                      |
| 부산백양우편취급국       |      | 부산광역시 북구 만덕1로 3 (만덕동, 부산백양취급국)                  |                                                                      |
| 부산화명2동우체국        |      | 부산광역시 북구 양달로 62 (화명동)                                  | 2004년 11월 1일 부산화명본동우체국에서 명칭 변경                     |
| 부산화명동우체국         |      | 부산광역시 북구 금곡대로 182-1 (화명동)                             |                                                                      |

## 조직
- 지원과
- 경영지도실
- 영업과
  - 고객지원실
- 우편물류과
- 소포영업과